# Стилиян Максимов
Вижте пояснителната страница за други личности с името Максимов.
Стилиян Максимов е подполковник от инженерните войски, участник в Балканските войни и Първата световна война.

## Биография
Стилиян Димитров Максимов е роден през 1883 г. в Самоков. Той е по-малък брат на писателя Христо Максимов.
През 1898 г. поема кариерата на професионалния офицер и постъпва във Военното училище като юнкер от 24 випуск. Тук негов съвипускник и приятел е Александър Морфов. Може би повлиян от успеха на братовия си текст за „Учителски марш“, озвучен от Емануил Манолов и станал много популярен за времето си, юнкер Максимов пише през есента на 1901 г. текст под название „Все напред!“, към който Александър Морфов композира музиката. Маршът става химн на 24 випуск.
През юни 1904 г., е произведен в офицерски чин. Офицерската му кариера го води през различни инженерни поделения (пионерни дружини) с построяване и използване на мостове и технически съоръжения. През май 1905 г. река Искър е наводнил Софийското поле и мостът при Горубляне е бил разрушен. За две денонощия дружината на поручик Максимов правят понтонен мост с дължина 156 м. Княз Фердинанд го награждава с часовник.
Заминава да следва в Брюкселската инженерна академия, но прекъсва следването си заради Балканската война. Воюва отначало на Македонския, а след това и на Одринския фронт. През февруари 1913 става началник на автомобилния парк на армията и участва в превземането на Одринската крепост.
През Първата световна война Максимов прекарва в различни пионерни части, а от 1917 до 1919 г. е пълномощник на българското Министерство на войната в Берлин. Уволнява се като подполковник през 1920 г. и става пръв представител на Ситроен в България със свой фирмен магазин на улица „Дондуков“. През 1944 г. Максимов е директор на Дирекция на автомобилните съобщения.
Умира на 6 март 1953 г. в София.